# Skałka Rogoźnicka
Skałka Rogoźnicka – skałka w rezerwacie przyrody Skałka Rogoźnicka pomiędzy miejscowościami Rogoźnik i Maruszyna w województwie małopolskim, w powiecie nowotarskim. Pod względem geograficznym znajduje się na Pogórzu Gubałowskim, pod względem geologicznym przynależy do Pienińskiego Pasa Skałkowego.

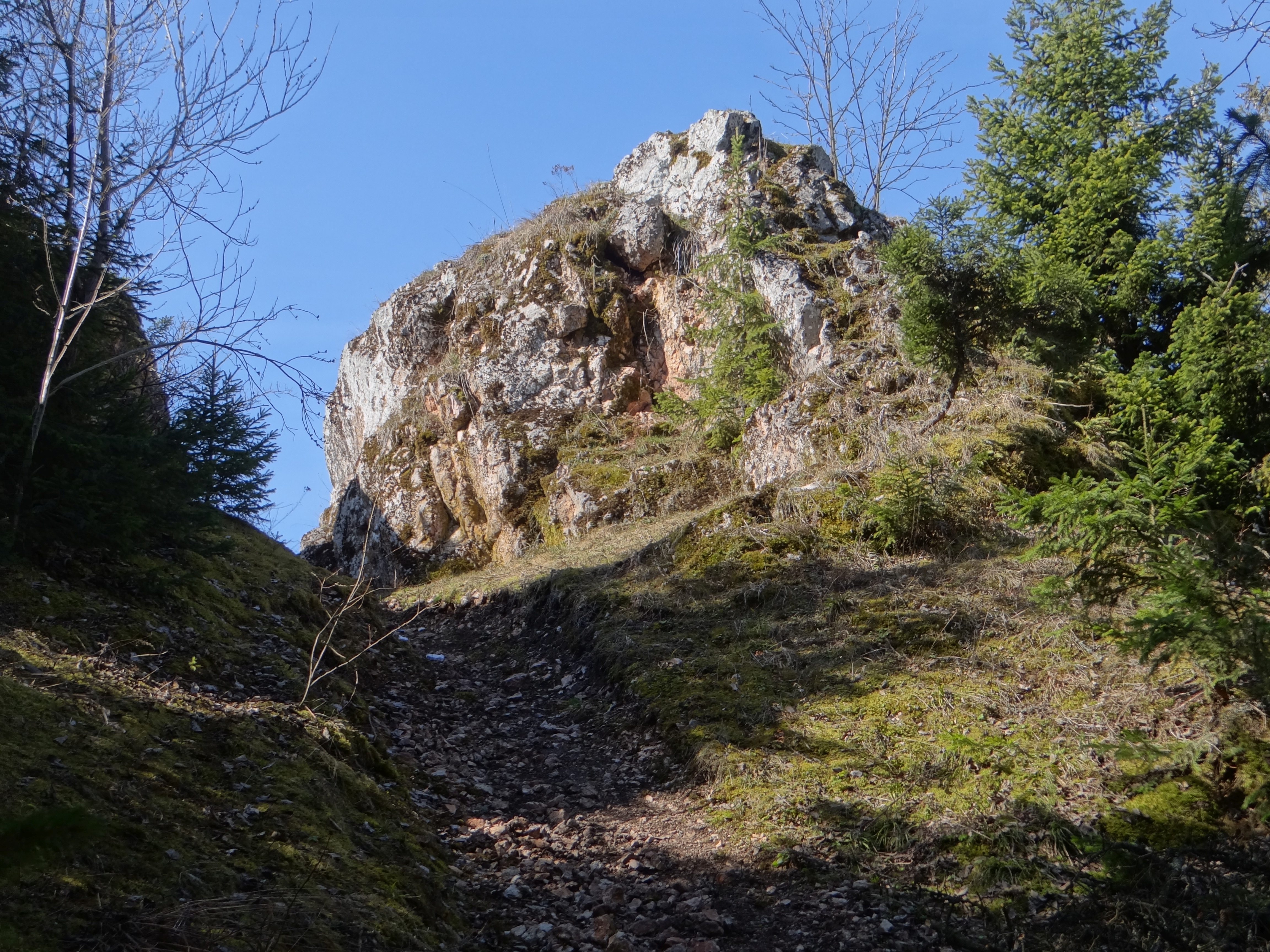
Skałka Rogoźnicka od wschodniej strony
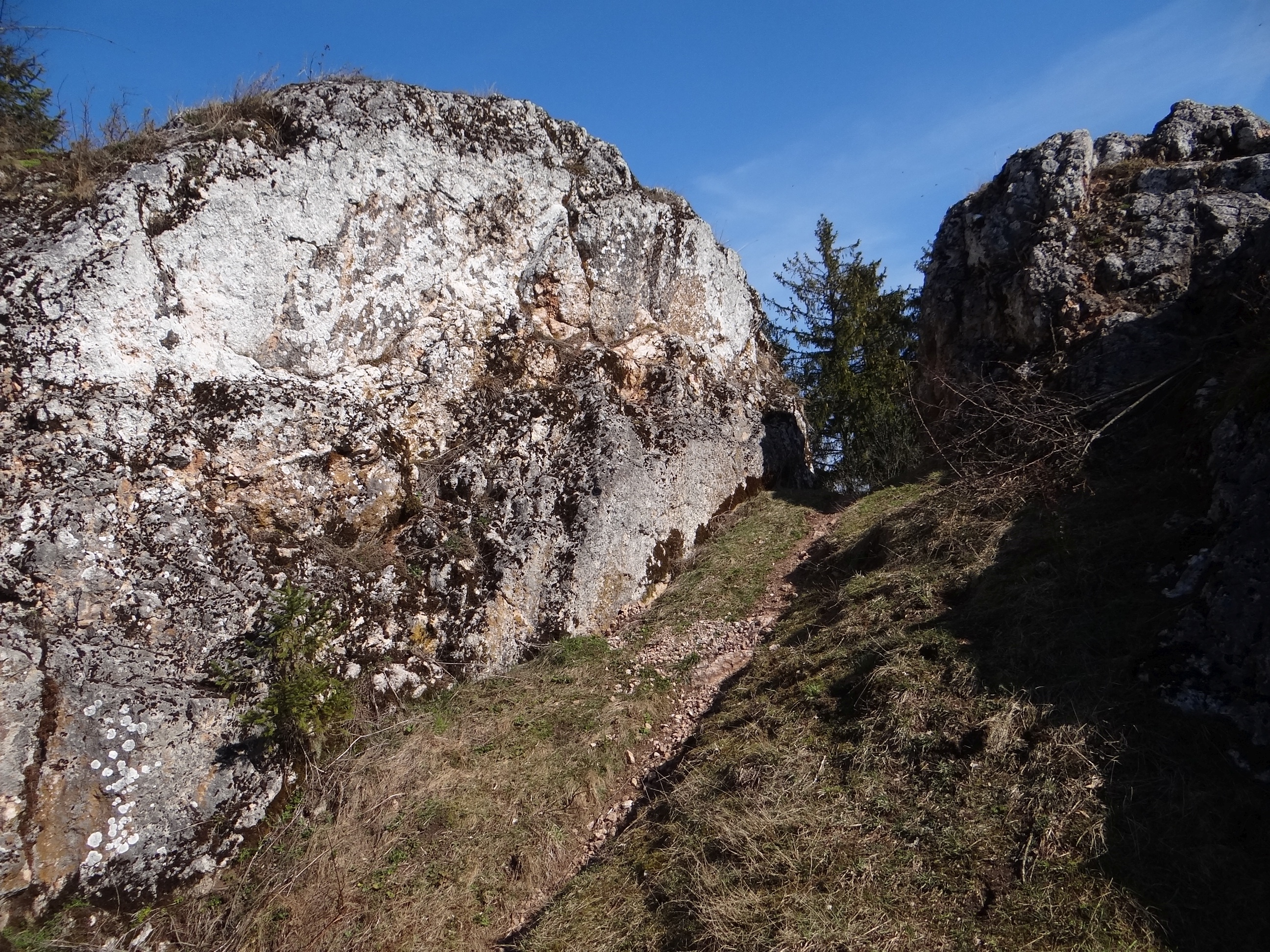
Skałka Rogoźnicka od zachodniej strony
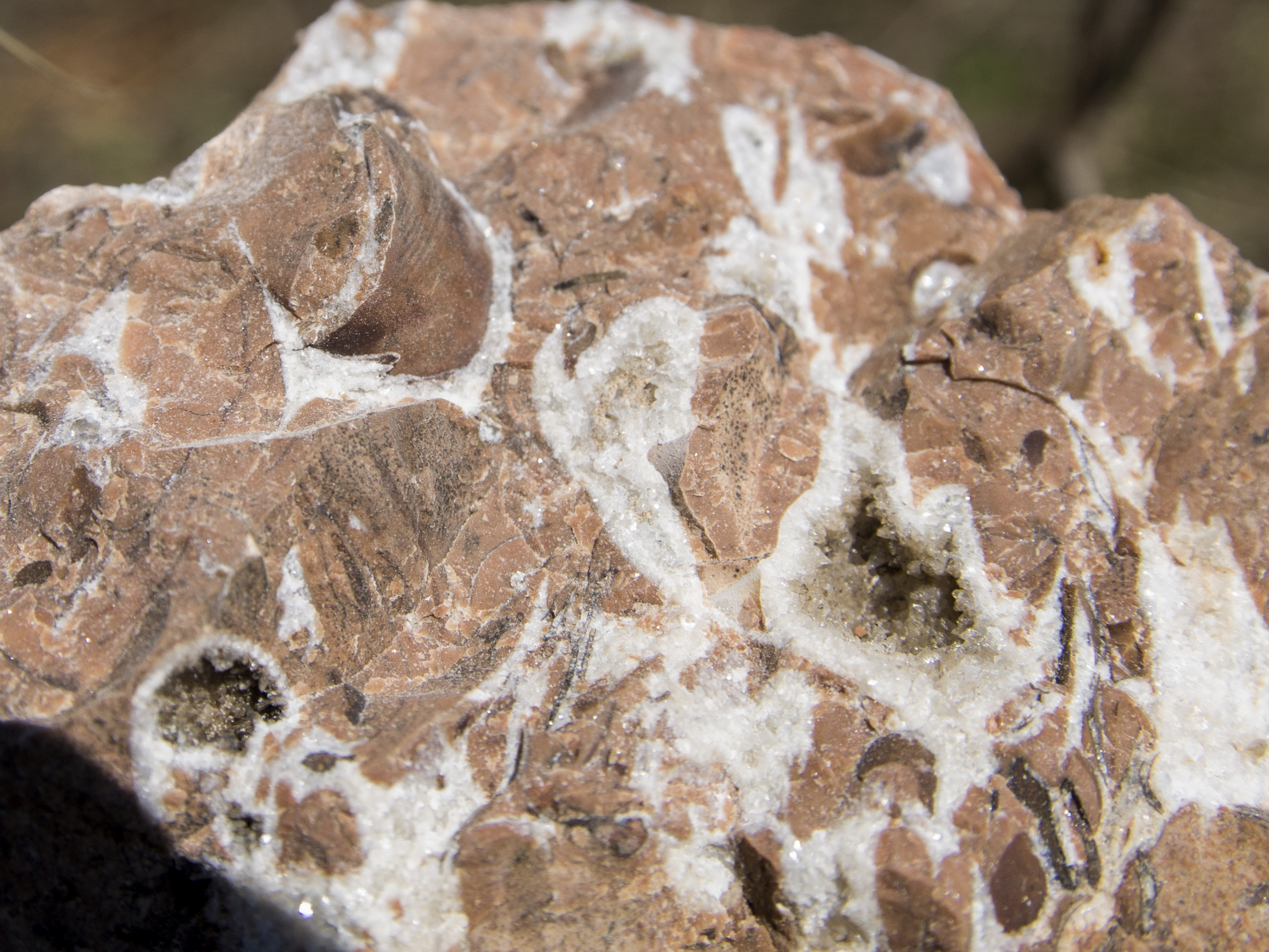
Skamieniałości w skale
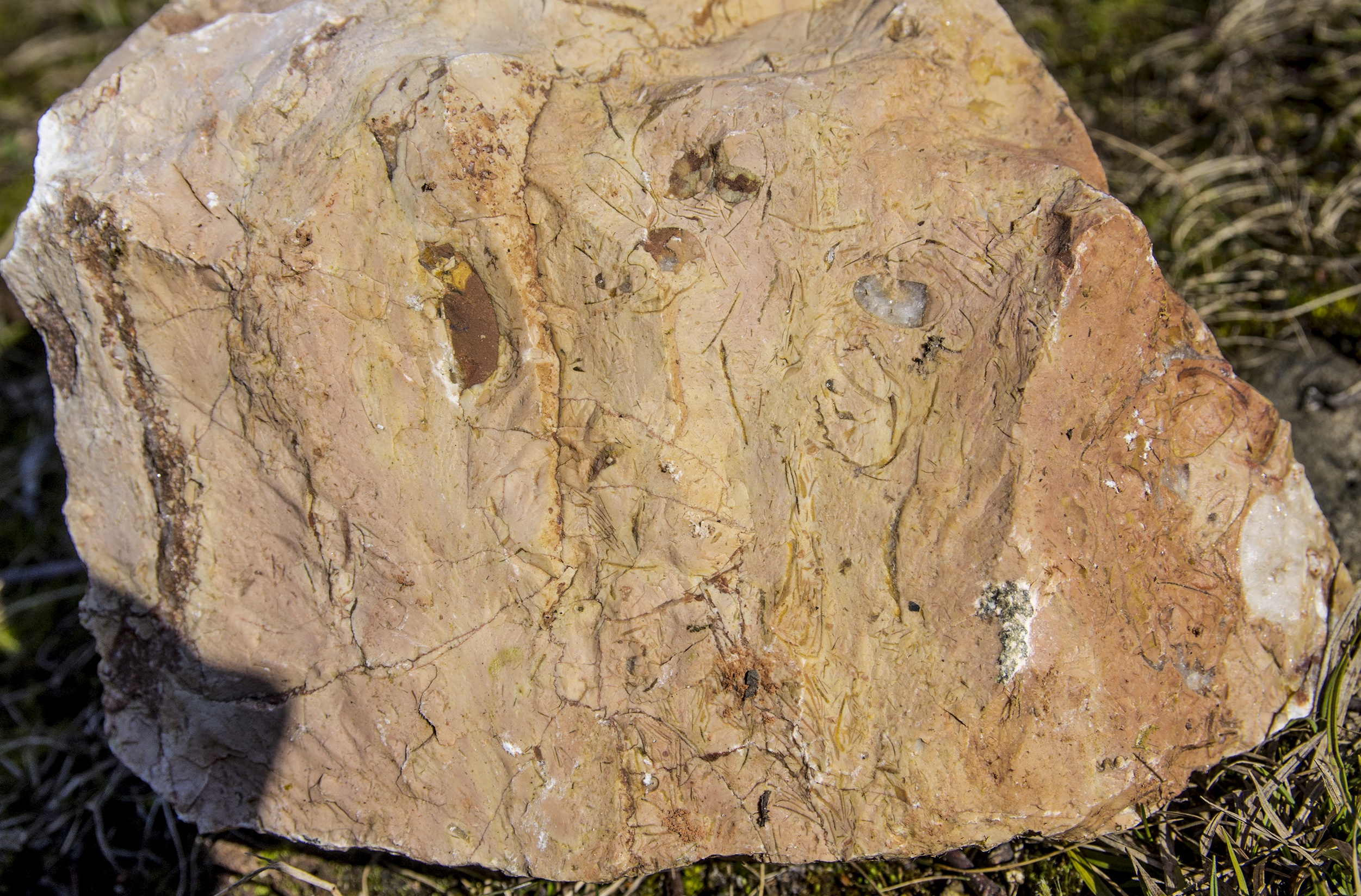
Skamieniałości w skale

Skałka Rogoźnicka znajduje się w zachodniej części rezerwatu i wznosi się na wysokość około 670 m n.p.m. w lesie nad prawym brzegiem potoku Trawny (dopływ Wielkiego Rogoźnika). Zbudowana jest głównie z tzw. muszlowca, który w geologii nosi nazwę muszlowca z Rogoźnika, muszlowca rogoźnickiego lub muszlowej brekcji rogoźnickiej. Jest to skała organiczna, powstała w okresie jury i kredy ze szkieletów żyjących w tym okresie morskich zwierząt, które opadały na dno morza, jakie wówczas znajdowało się na tym terenie (tzw. Ocean Tetydy). Skała ta zawiera bardzo liczne skamieniałości amonitów, ramienionogów, belemnitów liliowców i korali. Duże nagromadzenie skamieniałości i bogactwo gatunków zwierząt, od których pochodzą powoduje, że dla paleontologów mają one ogromne znaczenie w ustalaniu stratygrafii pogranicza jury i kredy, a dokładniej ich pięter: tytonu i beriasu (około 150–140 milionów lat temu). Już w XIX wieku naukowcy doceniali znaczenie tych skamieniałości i wiele z nich znajduje się w muzeach zagranicznych. W Polsce kolekcje uległy zniszczeniu podczas II wojny światowej, zachowała się tylko kolekcja w Instytucie Nauk Geologicznych PAN.
W geologii Skałka Rogoźnicka uznana została za stratotyp muszlowca z Rogoźnika. Ma on charakter ponadregionalny. Występujące w nim skamieniałości najlepiej reprezentują biostratygraficzny poziom amonitowy Semiformiceras semiforme tytonu środkowego w obszarze alpejsko-karpackim. Szczyt podzielony jest wąskim wcięciem na dwie części. Wcięcie to zawalone jest rumowiskiem. Na południowej stronie skałki odsłaniają się starsze geologicznie warstwy pochodzące z dolnego i środkowego tytonu. Są to muszlowce spojone sparytem lub mikrytem. Północna część skałki zbudowana jest z muszlowca mikrytowego pochodzącego z pogranicza górnego tytonu i dolnego beriasu. Oba typy muszlowców składają się z pokruszonych amonitów, wieczek amonitów, ramienionogów i fragmentów członów liliowców (trochitów) spojonych z sobą sparytem lub mikrytem. Skamieniałości są silnie wymieszane, a wnętrza muszli zawierają wykrystalizowany kalcyt.
Wedle informacji podanych na tablicy przy rezerwacie, obiekt ten został wpisany na Listę Światowego Dziedzictwa Geologicznego UNESCO. Informacja ta nie znajduje jednak potwierdzenia w oficjalnych dokumentach dotyczących ochrony obszaru.